# Circonscription de Préveza
La circonscription de Préveza (en grec Εκλογική περιφέρεια Πρέβεζας) est une circonscription législative de la Grèce. Elle correspond au territoire du nome de Préveza. Elle compte 67 009 électeurs inscrits en janvier 2015.

Situation de la circonscription de Préveza

## Élections législatives de mai 2012

### Résultats
La circonscription de Préveza élit deux députés en mai 2012. Les élections ont lieu au scrutin proportionnel plurinominal avec prime majoritaire et un seuil de représentation de 3 % des suffrages exprimés au niveau national.
41 804 électeurs se sont exprimés sur 67 428 inscrits, soit un taux de participation de 62,00 %. Parmi les vingt-trois listes candidates, deux listes obtiennent chacune un siège dans la circonscription.
| Rang | Liste                              | Nombre de voix | Pourcentage des voix | Nombre de sièges |
| ---- | ---------------------------------- | -------------- | -------------------- | ---------------- |
| 1    | Nouvelle Démocratie                | +10 747,       | 26,40 %              | 1                |
| 2    | Mouvement socialiste panhellénique | +06 869,       | 16,87 %              | 1                |
| 3    | SYRIZA                             | +06 148,       | 15,10 %              | 0                |
| 4    | Parti communiste de Grèce          | +03 936,       | 9,67 %               | 0                |
| 5    | Grecs indépendants                 | +03 278,       | 8,05 %               | 0                |
| 6    | Aube dorée                         | +02 420,       | 5,94 %               | 0                |
| 7    | Gauche démocrate                   | +02 212,       | 5,43 %               | 0                |

### Députés

#### Nouvelle Démocratie
La liste de la Nouvelle Démocratie est en tête et obtient un siège.
| Rang | Nom                 | Nombre de voix |
| ---- | ------------------- | -------------- |
| 1    | Dimitrios Tsoumanis | +4 376,        |

#### Mouvement socialiste panhellénique
La liste du Mouvement socialiste panhellénique est deuxième et obtient un siège.
| Rang | Nom               | Nombre de voix |
| ---- | ----------------- | -------------- |
| 1    | Vassilios Ioannou | +2 772,        |

## Élections législatives de juin 2012

### Résultats
La circonscription de Préveza élit deux députés en juin 2012. Les sièges sont répartis à l'issue d'un scrutin proportionnel plurinominal avec prime majoritaire entre les listes ayant obtenu au moins 3 % des suffrages exprimés au niveau national.
40 278 électeurs se sont exprimés sur 67 369 inscrits, soit un taux de participation de 59,79 %. Parmi les dix-sept listes candidates, deux listes obtiennent chacune un siège dans la circonscription.
| Rang | Liste                              | Nombre de voix | Pourcentage des voix | Nombre de sièges |
| ---- | ---------------------------------- | -------------- | -------------------- | ---------------- |
| 1    | Nouvelle Démocratie                | +13 583,       | 34,11 %              | 1                |
| 2    | SYRIZA                             | +10 445,       | 26,23 %              | 1                |
| 3    | Mouvement socialiste panhellénique | +05 899,       | 14,81 %              | 0                |
| 4    | Aube dorée                         | +02 209,       | 5,55 %               | 0                |
| 5    | Parti communiste de Grèce          | +02 165,       | 5,44 %               | 0                |
| 6    | Gauche démocrate                   | +01 945,       | 4,88 %               | 0                |
| 7    | Grecs indépendants                 | +01 891,       | 4,75 %               | 0                |

### Députés

#### Nouvelle Démocratie
La liste de la Nouvelle Démocratie est en tête et obtient un siège.
| Rang | Nom                 |
| ---- | ------------------- |
| 1    | Dimitrios Tsoumanis |

#### SYRIZA
La liste de la SYRIZA est deuxième et obtient un siège.
| Rang | Nom           |
| ---- | ------------- |
| 1    | Kostas Barkas |

## Élections législatives de janvier 2015

### Résultats
La circonscription de Préveza élit deux députés en janvier 2015. Les sièges sont répartis à l'issue d'un scrutin proportionnel plurinominal avec prime majoritaire entre les listes ayant obtenu au moins 3 % des suffrages exprimés au niveau national.
40 529 électeurs se sont exprimés sur 67 009 inscrits, soit un taux de participation de 60,48 %. Parmi les seize listes candidates, deux listes obtiennent chacune un siège dans la circonscription.
| Rang | Liste                                | Nombre de voix | Pourcentage des voix | Nombre de sièges |
| ---- | ------------------------------------ | -------------- | -------------------- | ---------------- |
| 1    | SYRIZA                               | +14 975,       | 37,94 %              | 1                |
| 2    | Nouvelle Démocratie                  | +12 541,       | 31,77 %              | 1                |
| 3    | Parti communiste de Grèce            | +02 443,       | 6,19 %               | 0                |
| 4    | Mouvement socialiste panhellénique   | +02 154,       | 5,46 %               | 0                |
| 5    | Aube dorée                           | +01 826,       | 4,63 %               | 0                |
| 6    | La Rivière                           | +01 713,       | 4,34 %               | 0                |
| 7    | Mouvement des socialistes démocrates | +01 210,       | 3,07 %               | 0                |
| 8    | Grecs indépendants                   | +01 090,       | 2,76 %               | 0                |

### Députés
La répartition des sièges au sein de chaque liste élue dépend du nombre de voix obtenues individuellement par chaque candidat, suivant le système du vote préférentiel. Dans la circonscription de Préveza, les listes peuvent comporter jusqu'à quatre candidats. Les électeurs peuvent exprimer un vote préférentiel pour l'un des candidats sur la liste pour laquelle ils votent.

#### SYRIZA
La liste de la SYRIZA est en tête et obtient un siège.
| Rang | Nom                 | Nombre de voix |
| ---- | ------------------- | -------------- |
| 1    | Konstantinos Barkas | +6 424,        |

#### Nouvelle Démocratie
La liste de la Nouvelle Démocratie est deuxième et obtient un siège.
| Rang | Nom                | Nombre de voix |
| ---- | ------------------ | -------------- |
| 1    | Stergios Giannakis | +5 457,        |